# Филлипс, Отэм
Отэм Патрисия Филлипс, урождённая Келли (англ. Autumn Patricia Phillips, née Kelly; род. 1 мая 1978) — член британской королевской семьи, в 2008—2021 годах жена Питера Филлипса, внука королевы Елизаветы II.

## Биография
Отэм Патрисия родилась в Монреале в Канаде в семье Брайана Келли и Кэтлин Маккарти. Родители развелись, когда ей было восемь лет, и создали новые семьи, причём у отца Отэм родились ещё двое детей — сын и дочь. Отэм окончила католическую школу, поступила в университет Макгилла и параллельно начала карьеру модели и актрисы. В частности, она сыграла маленькую роль в фильме «Радуга» 1995 года, в телесериале «Сирены» (1993—1995 годы). Университет Отэм окончила в 2002 году со степенью бакалавра искусств.
В 2003 году на Гран-при «Формулы-1» в Монреале Келли познакомилась с Питером Филлипсом, внуком британской королевы Елизаветы II. 28 июля 2007 года состоялась помолвка, 17 мая 2008 года — венчание, которое прошло в Виндзорском дворце.
У супругов родились две дочери: Саванна Энн Кэтлин (29 декабря 2010 года) (она стала первой правнучкой королевы Елизаветы) и Айла Элизабет (29 марта 2012 года).
В феврале 2020 года стало известно, что Питер с женой Отэм разводятся после 12 лет брака. 15 июня 2021 года брак был официально расторгнут.